# Niggaz4Life
Niggaz4Life (auch als EFIL4ZAGGIN bekannt) ist das zweite und letzte Studioalbum der US-amerikanischen West-Coast-Rapgruppe N.W.A. Die Gruppe trennte sich kurz nach Veröffentlichung des Albums, nachdem Dr. Dre und Songwriter The D.O.C. zu Death Row Records gingen. Auf dem Album sind Eazy-E, Dr. Dre, MC Ren und DJ Yella vertreten, Arabian Prince verließ die Band bereits 1988, Ice Cube im selben Jahr ebenfalls. Obwohl die Gruppe hier nicht mehr in Originalbesetzung auftrat und mit Ice Cube ein für die Gruppe wichtiger Rapper die Band verließ, wurde das Album ein Erfolg und debütierte auf Platz zwei der US-amerikanischen Billboard 200 und kletterte dann in der zweiten Woche auf den ersten Platz.
1992, ein paar Monate nach Erscheinung des Albums, veröffentlichte N.W.A die Dokumentation Niggaz4Life: The Only Home Video, in dem das Making-of des Albums dokumentiert wird, außerdem sind die drei Musikvideos zu den Singleauskopplungen Alwayz into Somethin’, Appetite for Destruction und Approach to Danger auf der Videokassette bzw. DVD enthalten.
Niggaz4Life wurde 2003 in zwei verschiedenen Formaten wiederveröffentlicht. Beide Formate enthielten neben der originalen Titelliste die EP 100 Miles and Runnin’, eine andere Version wurde zusätzlich mit der DVD Niggaz4Life: The Only Home Video veröffentlicht.

## Inhalt

### Titel des Albums
Der Name des Albums wurde bereits in der zuvor erschienenen EP 100 Miles and Runnin’ angekündigt, allerdings hört man dies nur, wenn man eine Schallplatte der EP besitzt. Wenn man das Lied Kamurshol rückwärts abspielt, kann man in der Rückwärtsbotschaft Niggaz for life hören. Aufgrund des für farbige Menschen abwertenden Begriffs „Nigga“ wurde das Album mancherorts auch als Straight Out of Compton 2 bezeichnet.

### Cover
Auf dem Cover des Albums ist ein Tatort mit vier Leichen zu sehen, die alle mit einem weißen Laken abgedeckt worden sind. Um die Leichen befindet sich eine Absperrung, die von Polizisten bewacht wird. Schaulustige Zivilisten stehen an der Absperrung. DJ Yella, Eazy-E, Dr. Dre und MC Ren werden als Seelen dargestellt, die sich von den abgedeckten Leichen emporheben. Auffallend ist, dass der Titel des Albums aufgrund politischer und finanzieller Gründe in Spiegelschrift abgebildet ist.

### Kontroverse um den Inhalt und den Albumtitel
Im Vergleich zu dem Vorgängeralbum Straight Outta Compton waren die Texte deutlich härter in Bezug auf Misogynie, für welches das Album berüchtigt wurde. Die letzten neun Lieder auf dem Album beinhalten explizite sexistische Anspielungen und Erwähnungen von sexuellen Praktiken. Dies provozierte die PMRC sowie liberale und konservative Politiker im Land, unter anderem auch die Bürgerrechtlerin C. Delores Tucker.
Das rassistische Wort „Nigga“ beeinflusste möglicherweise auch die Einführung der Zensurbehörde in der US-amerikanischen Musikindustrie. Nach Veröffentlichung des Albums wurde es von den Regalen der Einkaufsläden in Großbritannien entfernt.

## Titelliste
| #   | Titel                    | Interpret(en)                     | Länge |
| --- | ------------------------ | --------------------------------- | ----- |
| 1.  | Prelude                  | MC Ren, Eazy-E, Above the Law     | 2:27  |
| 2.  | Real Niggaz Don’t Die    | Dr. Dre, MC Ren, Eazy-E           | 3:40  |
| 3.  | Niggaz 4 Life            | MC Ren, Dr. Dre, Eazy-E           | 4:59  |
| 4.  | Protest                  | (Interlude)                       | 0:53  |
| 5.  | Appetite for Destruction | Dr. Dre, MC Ren, Eazy-E           | 3:22  |
| 6.  | Don’t Drink That Wine    | (Interlude)                       | 1:07  |
| 7.  | Alwayz into Somethin’    | Dr. Dre, MC Ren, Admiral D        | 4:25  |
| 8.  | Message to B.A.          | (Interlude)                       | 0:48  |
| 9.  | Real Niggaz              | MC Ren, Dr. Dre, Eazy-E, DJ Yella | 4:27  |
| 10. | To Kill a Hooker         | (Interlude)                       | 0:50  |
| 11. | One Less Bitch           | MC Ren, Dr. Dre                   | 4:47  |
| 12. | Findum, Fuckum & Flee    | Eazy-E, Dr. Dre, MC Ren, CPO      | 3:55  |
| 13. | Automobile               | Eazy-E, Dr. Dre                   | 3:15  |
| 14. | She Swallowed It         | MC Ren                            | 4:13  |
| 15. | I’d Rather Fuck You      | Eazy-E                            | 3:57  |
| 16. | Approach to Danger       | MC Ren, Dr. Dre, Eazy-E           | 2:45  |
| 17. | 1-900-2-Compton          | (Interlude)                       | 1:27  |
| 18. | The Dayz of Wayback      | MC Ren, Dr. Dre, Admiral D        | 4:15  |

## Anzahl der Auftritte
| Künstler | Anzahl der Auftritte    |
| -------- | ----------------------- |
| MC Ren   | Tritt in elf Songs auf  |
| Dr. Dre  | Tritt in neun Songs auf |
| Eazy-E   | Tritt in neun Songs auf |
| DJ Yella | Tritt in einem Song auf |

## Kritik
| Professionelle Bewertungen | Professionelle Bewertungen                                          |
| -------------------------- | ------------------------------------------------------------------- |
| Kritiken                   |                                                                     |
| Quelle                     | Bewertung                                                           |
| Allmusic                   | [ 1 ]                                                               |
| Blender                    | Sternsymbol · Sternsymbol · Sternsymbol · Sternsymbol · Sternsymbol |
| Pitchfork Media            | 8.8/10                                                              |
| RapReviews                 | 9/10                                                                |
| Robert Christgau           | C−                                                                  |
| Rolling Stone              | [ 5 ]                                                               |
| Rolling Stone              | [ 6 ]                                                               |

Das Album wurde von Kritikern überwiegend positiv aufgenommen. So wurde zwar die teilweise extrem gewaltsame und insbesondere in der zweiten Hälfte des Albums frauenfeindliche Musik kritisiert, gelobt wurde aber vor allem die Arbeit von Dr. Dre und DJ Yella, die hier laut Jason Birchmeier von AllMusic geschickt Funk-Elemente mit „knallharten Beats“ vermischen würden.
Tom Doggett von RapReviews schrieb, dass die Texte nach dem Vorgängeralbum Straight Outta Compton einen neuen „Schock-Level“ erreichen würden. Es sei wie ein „guter Horrorfilm“, weil es einem durch den Kopf schweben und den Atem rauben würde. Das musikalische Element des Albums sei überwältigend und schaffe ein dichtes Umfeld, in der man eine Wes-Craven-artige Erfahrung machen würde. Als ein Stück Rapgeschichte sei Niggaz4Life unvermeidlich und notwendig.
Weniger positiv wurde das Album von Rolling Stone bewertet. Arion Berger schrieb am 11. Juli 1991, dass die Gruppe auf ihrem zweiten Album sich weniger beweisen müssten, aber auch weniger zu sagen hätten. Ihnen zuzuhören sei wie „laute Kerle bei einer Grillparty in der Nachbarschaft“, in der geprahlt und Lügen über Sex erzählt werde. In der ersten Hälfte des Albums gehe es um Gewalt, in der zweiten Hälfte um Frauenfeindlichkeit. Der musikalische Stil könne zwar inspirierend sein, aber die Texte über das Leben auf der Straße seien „bloß Abgas“, welches von Straight Outta Compton käme. Für manche sei Niggaz4Life so etwas wie eine Party, auf der jedoch nicht jeder willkommen sei.

## Kommerzieller Erfolg

### Chartplatzierungen
| ChartsChartplatzierungen       | Höchstplatzierung | Wochen |
| ------------------------------ | ----------------- | ------ |
| Vereinigte Staaten (Billboard) | 1 (44 Wo.)        | 44     |
| Vereinigtes Königreich (OCC)   | 25 (2 Wo.)        | 2      |

### Auszeichnungen für Musikverkäufe
| Land/Region                  | Auszeichnungen für Musikverkäufe (Land/Region, Auszeichnung, Verkäufe) | Verkäufe  |
| ---------------------------- | ---------------------------------------------------------------------- | --------- |
| Vereinigte Staaten (RIAA)    | Platin                                                                 | 1.000.000 |
| Vereinigtes Königreich (BPI) | Silber                                                                 | 60.000    |
| Insgesamt                    | 1× Silber · 1× Platin ·                                                | 1.060.000 |